# Лазар Маркович
Лазар Маркович (на сръбски: Лазар Марковић; на сърбохърватски: Lazar Marković) е сръбски футболист. Изявява се предимно по фланговете на атаката.

## Състезателна кариера

### Партизан
Започва да тренира футбол в детските селекции на Борац Чачак. През 2006 година когато е на 12 години преминава в школата на Партизан. Дебютът му за първия състав е на 29 май 2011 година.
На 11 юли 2011 г. подписа първият си професионален договор с Партизан, който е за срок от пет години.
Дебютът му за сезон 2011-12 е в мач от квалификациония кръг на Шампионската лига на УЕФА срещу македонския Шкендия.
На 13 август 2011 г. бележи първия си гол за Партизан в шапионатен мач срещу отбора на Нови Пазар. До кая на сезона Маркович записва 26 мача за шампионата, в които отбеляза шест гола. В края на сезона попада в идеалния отбор на сръбската суперлига.
В края на 2011 година Маркович получава ново признание, като е избран за Най-добър футболист за годината на Партизан в анкета на сайта на клуба.
През сезон 2012-13 Партизан участва в груповата фаза на Лига Европа, а Маркович е титуляр във всичките мачове срещу отборите на Нефтчи Баку, Рубин Казан и Интер. В груповата фаза, той подпомага Саша Маркович срещу Рубин Казан на 6 декември 2012 г. До края на сезон 2012-13 Маркович записва 19 мача и отбеляза 7 гола. За втора поредна година печели място в идеалния отбор на шампионата.

### Бенфика
На 10 юни 2013 г. официалният сайт на Бенфика публикува изявление, в което информира за трансфер на Лазар Маркович. Сърбина подписва договор с клуба от срок от пет години.
Дебютът на Маркович за Бенфика е на 25 август 2013 г. срещу Жил Висенте и е увенчан с гол в 92-рата минута, с който носи победата на своя отбор с 2-1. Сърбина носи равенството и в следващия кръг при гостуването на Спортинг Лисабон.
На 1 май 2014 г. в полуфиналния мач реванш от Лига Европа срещу Ювентус Маркович е сменен в 86 мин. на двубоя, но в добавеното време на срещата е изгонен за сбиване с противниковия състезател Мирко Вучинич на резервната скамейка. Поради тази причина нападателя пропуска финала на турнира срещу Севиля в Торино.
Само за един сезон в Португалия Маркович постига требъл с Бенфика, печелейки шампионската титла, националната купа и купата на португалската лига.

### Ливърпул
На 15 юли 2014 г. Ливърпул представя Лазар Маркович като свое ново попълнение. Трансфера е на стойност 20 милиона паунда и е за срок от пет години.
Прави дебют за „Мърсисайдци“ на 25 август в мач от втория кръг на Висшата лига, в който влиза като смяна на Коутиньо за победата с 3-1 при гостуването на Манчестър Сити.

## Национален отбор
През октомври 2009 г. прави дебют за 17-годишната формация на Сърбия в квалификационния кръг за Европейското първенство на УЕФА в своята възраст. През май 2011 г. е част от националния отбор, взел участие на самото първенство на която страната е домакин.
Маркович прескача националната селекция при 19-годишните и веднага е поканен в младежкия национален отбор за квалификациите на Европейското първенство на УЕФА през 2013 година. Прави дебюта си срещу Дания на 11 октомври 2011 година.
На 24 февруари 2012 г. Маркович е повикан и при мъжкия отбор за приятелските мачове срещу отборите на Армения и Кипър.
Дебютът му като титуляр е срещу Армения на 28 февруари 2012 г., три дни преди да навърши 18 години.
Първият си гол отбелязва в контролата срещу отбора на Чили.

## Семейство
Има по-голям брат Филип Маркович, също футболист и юноша на Партизан. Изявява се като атакуващ халф и е негов бивш съотборник в Бенфика, но играл предимно за втория състав. От 15 август 2014 г. е футболист на испанския Майорка.

## Успехи
Партизан
- Сръбска суперлига (3): 2010–11, 2011–12, 2012–13

 Бенфика Лисабон
- Примейра Лига (1): 2013–14
- Купа на Португалия (1): 2013–14
- Купа на Футболната лига (1): 2013–14